# آرمن در گیورقیان
آرمن سمباتی در-گیورقیان (ارمنی: Արմեն Սմբատի Տեր-Կյուրեղյան؛ انگلیسی: Armen Der Kiureghian؛ زاده 	۱۰ آوریل ۱۹۴۷) دانشمند ارمنی-آمریکایی زاده ایران است. وی سمت استادی رشته مهندسی عمران در دانشگاه کالیفرنیا، برکلی و ریاست دانشگاه آمریکایی ارمنستان را برعهده داردو. وی همچنین عضو خارجی فرهنگستان ملی علوم ارمنستان می‌باشد.

## زندگی‌نامه

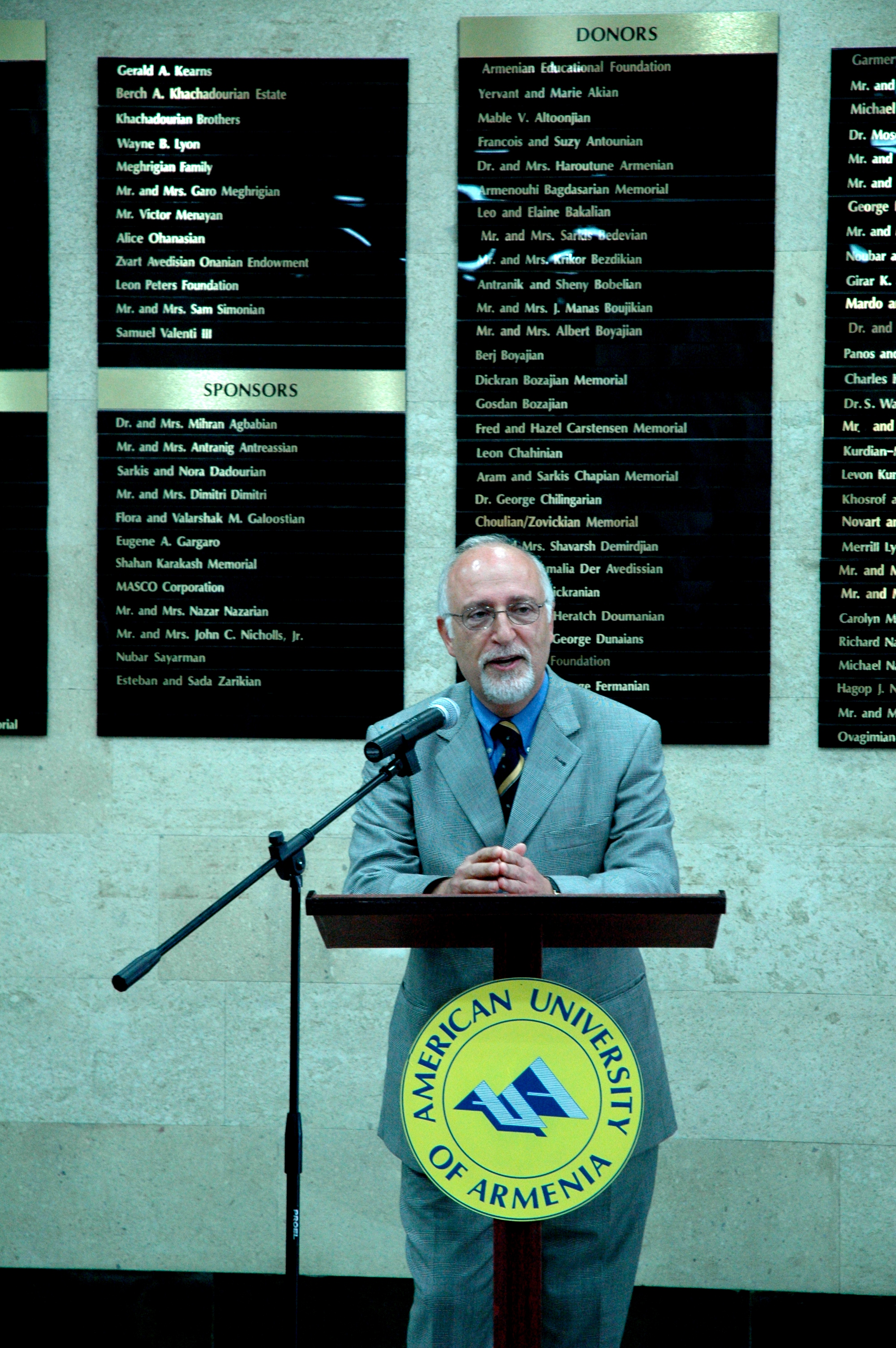

آرمن در گیورقیان در روز پنجشنبه ۱۰ آوریل ۱۹۴۷ (۲۰ فروردین ۱۳۲۶) در شهر اصفهان به دنیا آمد پدر وی نقاش پیشکسوت آبرنگ اصفهان سمبات در-کیورغیان بود. وی تحصیلات خویش را در دانشگاه‌های تهران و ایلینوی در اربانا-شمپین به پایان رساند و از سال ۱۹۷۵ میلادی (۱۳۵۴ خورشیدی) در دانشگاه‌های آمریکا تدریس کرد.
وی هم اینک سمت استادی دانشگاه برکلی کالیفرنیا را دارد و قائم مقام گروه مهندسی سازهٔ دانشگاه است. وی متخصص شناخته شده در زمینهٔ استحکام سازه‌ها ی زلزله است و مبدع روشی جدید در خصوص رشد بلورهای مهندسی است که هم اینک کاربرد وسیعی در زمینه میکرومکانیک یافته‌اند.
در گیورقیان همچنین از مؤسسان دانشگاه آمریکایی ایروان و عضو خارجی فرهنگستان ملی علوم ارمنستان است.

## عضویت در مجامع
آرمن در گیورقیان در تعدای از انجمن‌ها و مجامع عضویت دارد که عبارتند از:
- عضو برگزیده آکادمی ملی مهندسی ایالات متحده آمریکا
- عضو برگزیده خارجی فرهنگستان ملی مهندی ارمنستان، ۱۹۹۴
- عضو برگزیده خارجی فرهنگستان ملی علوم ارمنستان، ۱۹۹۸
- Alfred M. Freudenthal Medal از Engineering Mechanics Division of ASCE
- George Winter Medal از Structural Engineering Institute of ASCE
- دانش‌آموختگان برتر دپارتمان مهندسی عمران و محیط زیست در دانشگاه ایلینوی در اربانا-شمپین، ۲۰۰۶
- دانش‌آموختگان برتر، دانشکده مهندس، دانشگاه تهران، ایران، ۲۰۰۴
- استاد برجسته Fulbright, دانشگاه لیوبلیانا، اسلوونی، ۱۹۸۹
- استاد مدعو کرسی میتسوبیشی، دانشگاه توکیو، ژاپن، ۱۹۸۹

## زندگی خصوصی
وی در سال ۱۹۸۳ (۱۳۶۲) با نلی اوزونیان ازدواج کرد. حاصل این ازدواج دو فرزند به نام‌های Naira Der Kiureghian نائیرا و سبوه است.